# Mario Barišič
Mario Barišič, mariborski pevec in bas kitarist, * 1969, Maribor
Barišič sodi med vrhunske bas kitariste, saj je že kot zelo mlad fant popolnoma obvladal virtuozno igranje tega glasbila - tehniko slep oziroma slepanje. Njegov vzornik je bil Mark King od skupine Level 42. Je tudi pevec, ki je pod močnim vplivom zvrsti nova romantika : Duran Duran in Spandau Ballet. Poleg bas kitare tudi vrhunsko obvlada kitaro. Leta 1992 je kot pevec in bas kitarist z Veronique posnel nekaj skladb. Leta 1995 je v duetu z Danielo Sasič nastopil na predizboru za EMA 1995. Do leta 1998 je bil v zasedbi Veronica kot bas kitarist.

## Diskografija
- Veronica/Perspective (cd, Helidon, 1995)